# Ventilago pubiflora
Ventilago pubiflora är en brakvedsväxtart som beskrevs av Francis. Ventilago pubiflora ingår i släktet Ventilago och familjen brakvedsväxter. Inga underarter finns listade i Catalogue of Life.